# بزکشی

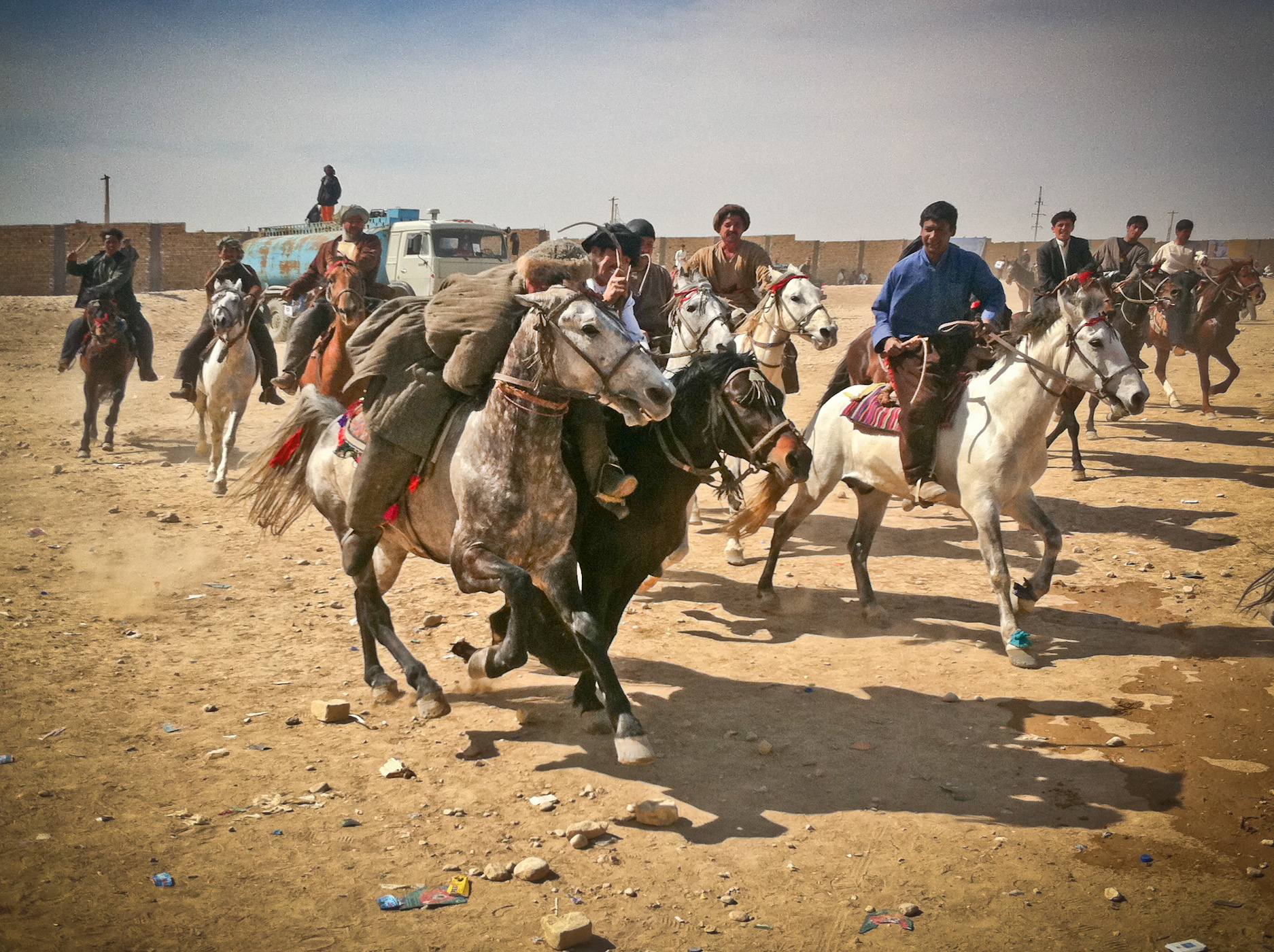
مسابقه بزکشی در شهر مزارشریف

بُزکَشی (کشیدن بز) یک بازی سنتی گروهی و تک‌محوری است که سوار بر اسب انجام می‌شود.

## پیشینه
بزکشی در میان اقوام شمال افغانستان از زمان‌های بسیار قدیم به‌عنوان میراثی از دوران گذشته باز مانده‌است.
بازی سنتی بزکشی در میان ایلات ترک آسیای مرکزی و مردم شمال افغانستان متداول است. این بازی در ازبکستان به «اولاک»، در میان ترک‌زبانان افغانستان به «اوغلاغ ترتماق» یا «اوغلاغ ترماغ» ، در قزاقستان به «کوکپار» و در قرغیزستان به «کوکبورو» شناخته می‌شود. رسم بزکشی احتمالاً به ادوار بسیار قدیم و دورهٔ شکار بزهای کوهی و کشیدن آن‌ها با اسب بازمی‌گردد. از افسانه‌ها و باورهای عامه چنین استنباط می‌شود که بزکشی نخستین‌بار در اطراف رودخانهٔ جیحون (آمودریا) بازی می‌شده است.
در زمان حاکمیت رژیم طالبان، بزکشی در افغانستان توسط این رژیم متوقف شده‌بود، چرا که آن را بیشتر به دلیل بازی با لاشهٔ یک حیوان حلال‌گوشت، کاری غیراخلاقی می‌دانستند. بعد از شکست طالبان، انجام این بازی دوباره آغاز گردید.

## در افغانستان
این بازی در میان بیشتر اقوام افغانستان رایج است. بزکشی در شمال افغانستان علاقه‌مندان زیاد داشته و به عنوان ورزشی فرهنگی در میان این مردم شناخته می‌شود. در حال حاضر در ۲۰ ولایت افغانستان تیم‌های منتخب وجود دارد.
شیوهٔ انجام این بازی متفاوت است و فعلاً به دو نوع بازی می‌گردد:
۱. شیوهٔ قدیمی (گله‌تازی یا عمومی‌تازی): این شیوه به این صورت است که عده‌ای اسب‌سوار برای جابه‌جا کردن لاشهٔ یک بز یا گوساله تازه‌ذبح‌شده با هم به رقابت می‌پردازند. سوارکاران باید لاشهٔ بز را در حین سوارکاری از روی زمین برداشته و آن را با پیشی گرفتن از رقبا در محل مشخصی که معمولاً یک دایرهٔ علامت‌گذاری‌شده در زمین بازی است بر زمین بگذارند. بازیکنان بازی بزکشی که در افغانستان چاپ‌انداز نامیده می‌شوند گاه برای کسب مهارت به سال‌ها تمرین نیاز دارند.
لاشهٔ مورد استفاده در بزکشی معمولاً ذبح شده و دست و پاهایش از زانو به پایین قطع می‌شود. لاشه را برای سفت شدن حدود ۲۴ ساعت قبل از بازی در آب سرد می‌خوابانند. گاهی برای افزودن بر وزن لاشه درون آن را پر از سنگ می‌کنند.
۲.شیوهٔ رسمی (تیم‌تازی): اخیراً با ابتکار و زحمات محترم خیرمحمد سانچارکی معاون فنی و مسلکی فدراسیون بزکشی افغانستان این بازی رنگ و بوی دیگری به خود گرفته است . آقای سانچارکی با نوشتن کتاب (اسپ،اسپ‌سواری و بزکشی) قانون جدید بزکشی‌ را بنا نهاد که با الهام از آن، بازی بزکشی از حالت خشن برون شده و رنگ بهتری به خود گرفته است؛ که در پنج سال اخیر لیگ‌ها و تورنمنت‌های بزکشی با سرمایه‌گذاری میلیون‌ها دالر از تاجران افغانستان پذیرایی گردید. 
این بازی طوریست که هر تیم با ۱۲ چاپنداز یا بازیکن که صرف ۶ بازیکن آن وارد میدان مسابقه می‌گردند و ۶ دیگر در عقب خط طور ریزرفی می‌ایستند بازی می‌گردد، میدان بازی با طول ۱۸۰ متر و عرص ۱۱۰ متر تنظیم گردیده دارای سه دایره می‌باشد که دایرهٔ میانه با قطر ۸ متر به عنوان (دایرهٔ برداشت) شناخته می‌شود و آغاز بازی از این دایره انجام می‌شود. در دو جانب میدان دو دایره به عنوان دو گول با قطر هر کدام سه متر موجود می‌باشد که به عنوان گول‌های هر دو تیم شناخته می‌شود. بازی قسمی است که بعد از هر بار نمره انجام شدم دوباره از دایرهٔ برداشت بازی صورت می‌گیرد.  
بنا بر نوشتهٔ دانشنامهٔ ایرانیکا بزکشی در افغانستان از حمایت دولت‌های متوالی برخوردار بوده‌است به نحوی که در زمان محمد ظاهرشاه (تا ۱۹۷۳) این مسابقات هم‌زمان با جشن تولد شاهنشاهی برگزار می‌شد. رژیم‌های بعدی تاریخ مسابقه را به سال‌روز سازمان ملل متحد تغییر دادند. در شمال افغانستان حداقل قبل از عملیات نظامی ویژه شوروی در ۱۹۷۹، تا چند صد سوارکار می‌توانستند هم‌زمان با هم در نوع خاصی بزکشی که در زبان پارسی دری به توده‌برآئی معروف است به رقابت بپردازند. این رقابت در جشن‌های عروسی و ختنه‌کنان رایج بود. سوارکاران بزکشی که به نام چاپ انداز یاد می‌شوند مردانی بسیار قوی هستند که خوراک آن‌ها بیشتر مواقع شوربای گوشت است. در مسابقات پر هیجان بز کشی کسی که می‌خواهد بز را از زمین بالا کند یا در حال انتقال به دایره حلال باشد، دیگران حق شلاق زدن بزکش را دارند. در یک مسابقه، یک چاپ انداز با مهارت، امکان دارد صدها شلاق بخورد تا بز از دستش بیفتد. به منظور پیشگیری از این گونه آسیب‌ها، چاپ اندازها، اخیراً دارای کلاه محافظ و ساق بند و زانو بند هستند و در قدیم لباس زیاد می‌پوشیدند. روس‌ها آن را در کشورهای آسیای میانه جزء بازی‌های خشن و ممنوع اعلام کرده بودند. در این بازی امکان شکستن دست و پا زیاد است و بعضاً چاپ اندازها جان خود را از دست می‌دهند. مشهورترین پهلوان بزکش در تاریخ افغانستان تاش پهلوان (به معنای پهلوان سنگی) نام داشت. قد این مرد دو متر، وزنش ۱۹۰ کیلو و در زیبایی خود شهرت داشت. این مرد در سال ۱۳۶۰ به دست دشمنانش به قتل رسید.

## آموزش بزکشی یا چاپ اندازی
در شمال افغانستان خان‌های بزرگی وجود دارند که دارای چندین هزار گاو و بز و گوسفند هستند. این خان‌ها در پی رقابت بین همدیگر، جوانان قوی را در سنین ۱۴ تا ۱۸ سالگی تحت تمرین چاپ اندازی قرار می‌دهند. این جوانان برای چندین سال در خط دوم یا عقبی تمرین داده می‌شوند تا چاپ اندازهایی ماهر شوند. خان‌ها کوشش می‌کنند که برای این منظور بهترین اسب را تدارک ببینند. برای نگهداری اسب‌ها چندین نفر را استخدام می‌کنند که به نام مهتر یاد می‌شوند.

## مقررات فدراسیون بزکشی افغانستان
مقررات ورزش بزکشی
1. هرتیم دارای ۱۲ نفر است.
2. شلاق زدن به پهلوان چاپ انداز ممنوع است.
3. وقت این بازی یک ساعت با دو نیمه ۳۰ دقیقه یی است.
4. میدان بزکشی دارای طول ۱۸۰ و عرض ۹۰ متر است.
5. فقط ۶ نفر چاپ انداز از هرتیم می‌توانند در داخل میدان بازی شرکت کنند.
6. هر نیمهٔ بازی ۳۰ دقیقه است.
7. بین دو نیمهٔ بازی، ۱۵ دقیقه استراحت است.
8. وزن بزغاله بیش از ۳۵ کیلو نیست.
9. زخمی کردن عمدی ورزشکاران جرم است.
10. ادارهٔ بازی توسط داور است.
11. داور حق دارد که وقت بازی یک چاپ انداز را کم یا زیاد یا تمدید کند.
12. وزن لباس چاپ انداز و زین اسب و طول شلاق، با توجه به معیارهای مشخص شده توسط فدراسیون بزکشی است.

در سال ۱۳۹۵ فدراسیون بزکشی افغانستان قوانینی را در پی اعتراض حامیان حقوق حیوانات وضع نمود؛ مثلاً اینکه به جای لاشه بز یا گوساله از جسم بی جان با وزن معادل ۲۰ الی ۳۵ کیلوگرم استفاده شود که خوشبختانه در لیگ ها و تورنمنت ها طور جدی قوانین اجرا میگردد . 
کشورهایی چون تاجیکستان، ازبکستان، ترکمنستان، قرقیزستان و قزاقستان پس از آزادی و استقلال از دولت شوروی، بزکشی را در کشور خود رواج دادند که کم‌کم در حال گسترش است. احتمال اینکه در آینده ای بسیار نزدیک مسابقات جهانی بزکش بین ۸ تا ۱۰ کشور آسیای میانه به راه انداخته شود، زیاد است و تماشاچیان خاص خود را دارد. و مانند جشن دیوالی یا دیپاوالی هند، گاو بازی در اسپانیا و جنگ بادمجان رومی، بزکشی نیز به دنبال جهانی شدن است.

## بزکشی در سینما
بزکشی در چندین فیلم سینمایی به نوعی حضور داشته‌است. هالیوود در ۱۹۷۰ فیلمی با نام سوارکاران (به انگلیسی: the Horsemen) با بازی آنتونی کویین، عمر شریف و جک پالاس بر اساس داستانی از ژوزف کسل دربارهٔ بزکشی ساخت. فیلم هندی خدا گواه با یک صحنه بزکشی آغاز می‌شود. در صحنه‌های ابتدایی فیلم رامبو ۳ نیز بزکشی حضور دارد. در فیلم کابل اکسپرس (۲۰۰۶) نیز صحنه‌ای از بزکشی دیده می‌شود. در سال ۲۰۱۲، فیلمی در سینمای هالیوود ساخته شد به نام Buzkashi Boys که نمایان گر بازی بزکشی در افغانستان است.